# Headlong
〈Headlong〉은 영국의 록 밴드 퀸의 노래다. 이 노래는 퀸의 1991년 음반 《Innuendo》의 세 번째 싱글로 발매되었다. 이 곡은 퀸의 기타리스트 브라이언 메이에 의해 작곡되었는데, 그는 당시 컴백한 솔로 음반인 《Back to the Light》를 위해 이 곡을 녹음할 계획이었으나, 퀸의 리드 싱어인 프레디 머큐리가 이 곡을 부르는 것을 들었을 때, 그는 이 곡을 퀸의 노래가 되도록 허락했다. 《Innuendo》의 모든 노래와 마찬가지로, 그 트랙은 즉시 전체 밴드에 귀속되었다.
이 곡은 1991년 1월 14일 할리우드 레코드와 계약하여 미국에서 발매된 첫 번째 싱글이었다. 하지만 이 곡은 영국에서 4개월 동안 발매되지 않았다(영국의 첫 싱글은 〈Innuendo〉로, 할리우드는 결국 라디오 방송국의 홍보용 싱글로 미국에서 발매되었다). 이 노래는 미국의 핫 메인스트림 록 트랙 차트 3위에 올랐다.
CD 싱글 중 하나의 표지는 그랑빌의 삽화에서 영감을 얻었으며, 다른 모든 싱글 음반들도 마찬가지였다.

## 차트 퍼포먼스
〈Headlong〉은 이 밴드의 토착 영국에서 음반 《Innuendo》의 세 번째 싱글 음반이다. 1991년 5월에 발매된 이 노래는 첫 주에 영국 싱글 차트 30위권에 진입했고 그 다음 주 동안 14위로 정점을 찍었다. 이 곡은 음반 차트에서 1위에 오른 〈Innuendo〉에 이어 두 번째로 높은 차트 작성 곡이었다.